# Trentels
Trentels település Franciaországban, Lot-et-Garonne megyében. Lakosainak száma 866 fő (2022. január 1.). Trentels Saint-Aubin, Trémons, Condezaygues, Monségur, Penne-d’Agenais, Saint-Sylvestre-sur-Lot, Saint-Vite, Villeneuve-sur-Lot és Saint-Georges községekkel határos.

## Népesség
A település népessége az elmúlt években az alábbi módon változott:
| Lakosok száma | 886  | 801  | 836  | 818  | 818  | 832  | 872  | 896  | 911  | 866  |
|               | 1968 | 1982 | 1990 | 2006 | 2013 | 2015 | 2017 | 2019 | 2020 | 2022 |